# Plectris excisiceps
Plectris excisiceps är en skalbaggsart som beskrevs av Moser 1921. Plectris excisiceps ingår i släktet Plectris och familjen Melolonthidae. Inga underarter finns listade i Catalogue of Life.